# مستشفى الاستشاري العربي
مستشفى الاستشاري العربي مستشفى خاص في ضاحية الريحان في مدينة رام الله بالضفة الغربية، تأسس عام 2016، ويُعد أكبر وأضخم المستشفيات الخاصة في فلسطين. يضم 100 سرير.

## الخدمات
يضم المستشفى أقسام عديدة، هي: قسم الجراحة العامة، قسم جراحة المناظير، قسم الطوارئ، قسم جراحة الفم والوجه والفكين، قسم مختبر الوراثة الجزيئية، قسم الانف والاذن والحنجرة، قسم جراحة الرأس والعنق، قسم جراحة المخ والأعصاب، قسم العظام والمفاصل، قسم التخدير والإنعاش، قسم الأمراض الباطنية والغدد الصماء والسكري، قسم طب وجراحة المسالك البولية، قسم الأشعة التداخلية، قسم الأشعة التشخصية، قسم فحص الأنسجة والمختبرات السريرية، قسم جراحة القلب والصدر، قسم أمراض قلب الأطفال، قسم أمراض القلب، قسم النسائية والتوليد، قسم جراحة الأوعية الدموية، قسم الأمراض الصدرية للكبار والصغار، العيادات الخارجية.